# Ischiopsopha macfarlanei
Ischiopsopha macfarlanei är en skalbaggsart som beskrevs av Heller 1895. Ischiopsopha macfarlanei ingår i släktet Ischiopsopha och familjen Cetoniidae. Inga underarter finns listade i Catalogue of Life.